# Protestantische Kirche (Großkarlbach)

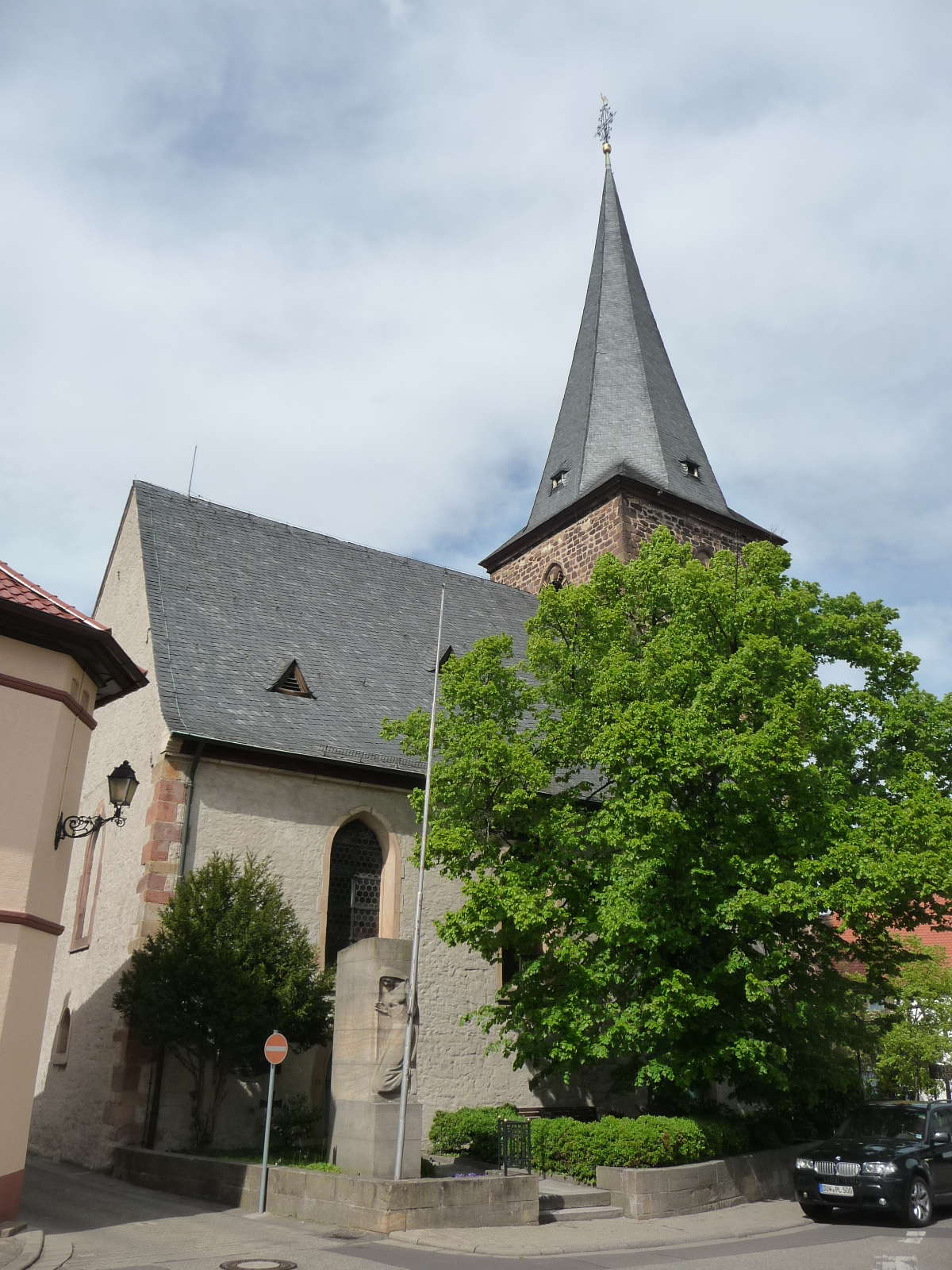
Protestantische Kirche (Großkarlbach)

Die Protestantische Kirche ist ein Kirchengebäude in Großkarlbach im Landkreis Bad Dürkheim in Rheinland-Pfalz. Die Kirchengemeinde Großkarlbach ist Teil der Pfarrei Großkarlbach-Laumersheim-Obersülzen mit Pfarrsitz Großkarlbach und gehört zum Kirchenbezirk Frankenthal der Evangelischen Kirche der Pfalz. Die Kirche bietet etwa 340 Sitzplätze.

## Geschichte
Das Kirchenschiff der einstigen St. Jakobuskirche wurde in den Jahren 1609/1610 errichtet, nachdem der Vorgängerbau aufgrund der wachsenden Bevölkerung zu klein geworden war. Der Kirchturm stammt aus dem 13. Jahrhundert. Nach Norden war einmal eine Sakristei an die Kirche angebaut, woran eine blinde Tür im Chorraum erinnert. Ein Bogen markiert den Übergang vom Kirchenschiff in den älteren Chorraum, der sich innerhalb des Chorturms befindet. Heute steht unter dem Bogen der Altar mit „Pfarrgärtchen“. In der Kirche sind Ornamentmalereien der Renaissance erhalten, u. a. ein Marienbild. 

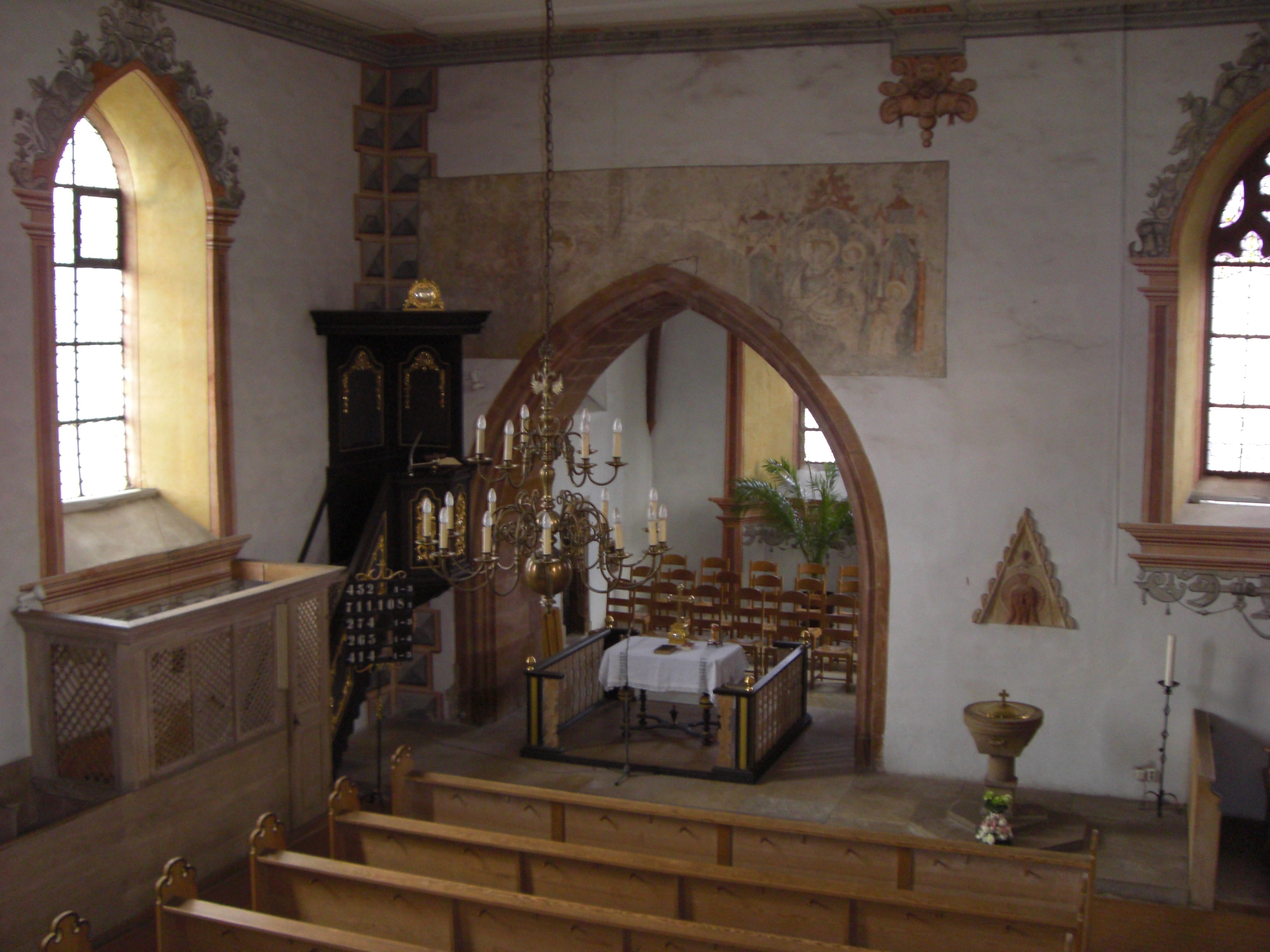
Innenaufnahme der Protestantischen Kirche (Großkarlbach)

Zwischen 1747 und 1749 war eine kleine barocke katholische Kirche errichtet worden, die sich im Osten an den Turm anschloss. Sie wurde 1963 samt dem „Großkarlbacher Spritzenhaus“ an der Südseite des Turmes abgerissen.

## Orgel
Die Vorgängerorgeln stammten u. a. aus der Werkstatt H. Voit & Söhne (Baujahr 1912, mit pneumatischer Spiel- und Registertraktur und seitlich links angebrachtem Spieltisch) sowie aus der Werkstatt Gebr. Oberlinger (Baujahr 1952, neobarocker Klangumbau unter Beibehaltung der Spielanlage).

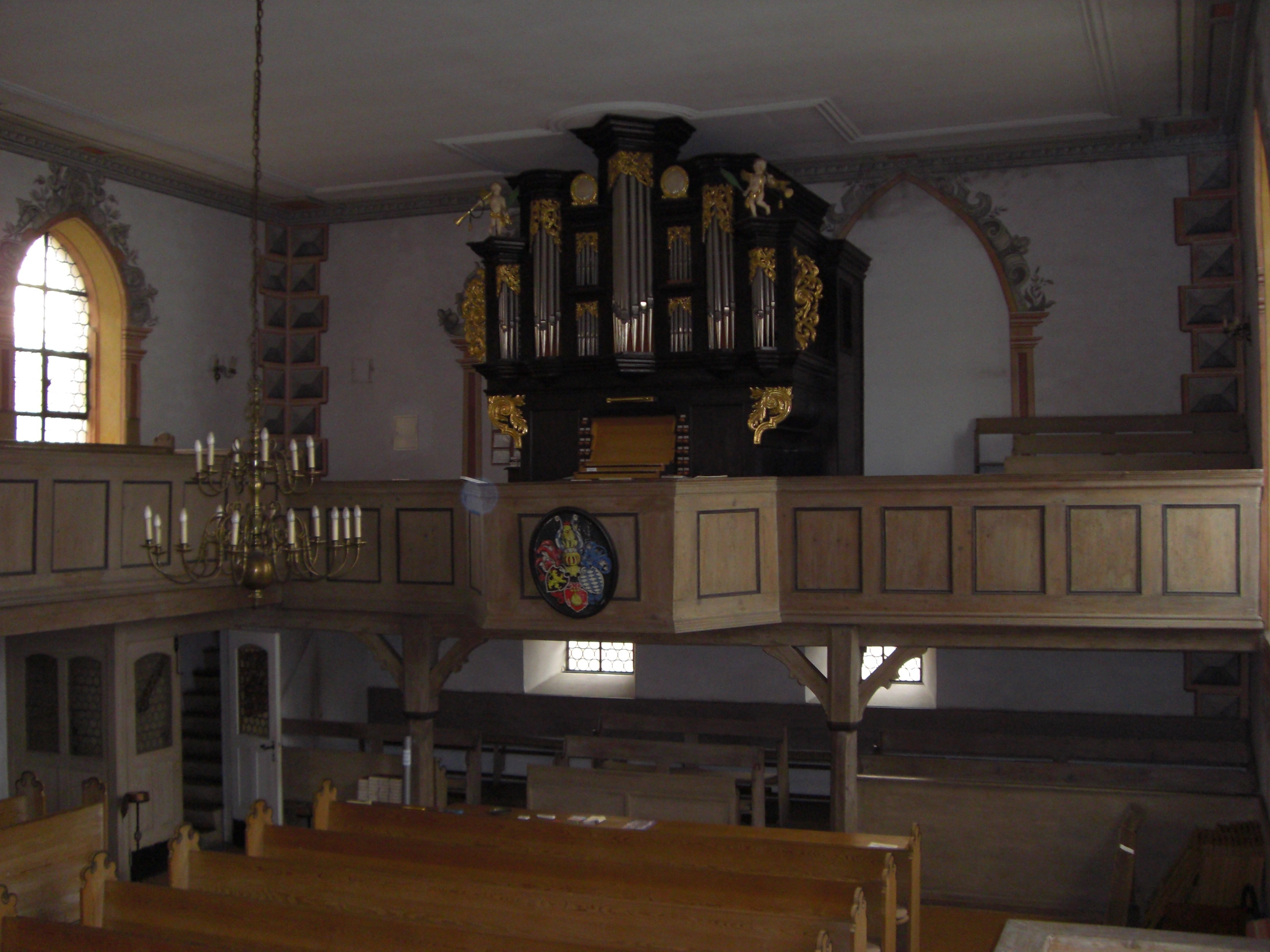
Owart-Orgel der Protestantischen Kirche (Großkarlbach)

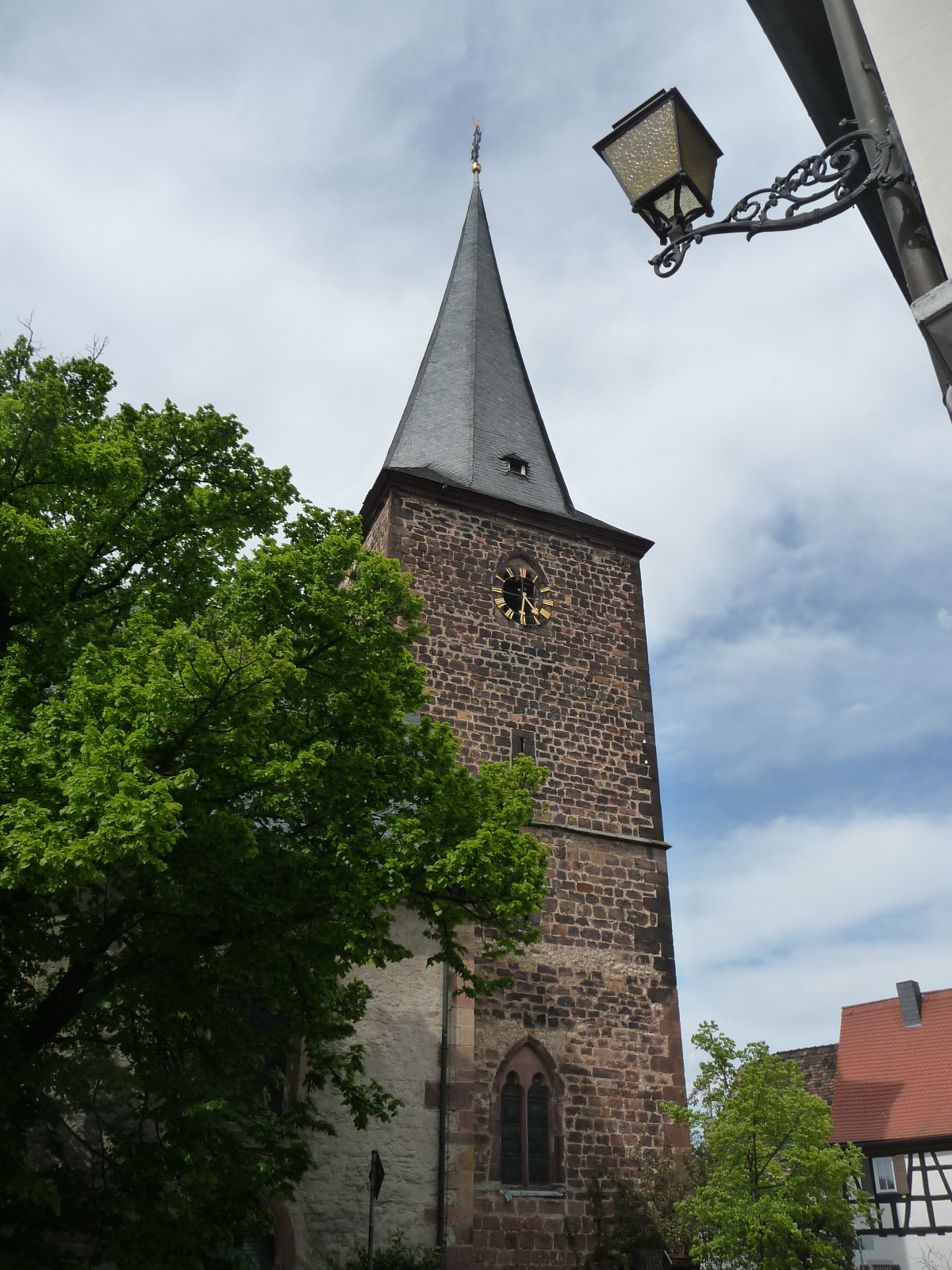
Protestantische Kirche (Großkarlbach)

Die heutige Orgel stammt aus der Orgelbauwerkstatt Owart (Neuhofen) aus dem Jahr 1981. Das Instrument umfasst zwei Manuale mit Pedal und 19 Registern. Spiel- und Registertraktur sind mechanisch. Das barocke Orgelgehäuse ist aus der Zeit um 1740. Die Disposition lautet wie folgt:
| I Hauptwerk C–g3 |        |
| Prinzipal        | 8′     |
| Gedackt          | 8′     |
| Oktave           | 4′     |
| Rohrflöte        | 2 ⁄3′  |
| Waldflöte        | 2′     |
| Terz             | 1 3⁄5′ |
| Mixtur IV        | 1 ⁄3′  |
| Trompete         | 8′     |
| Tremulant        |        |

| II Positiv C–g3 |       |
| Rohrflöte       | 8′    |
| Gemshorn        | 4′    |
| Prinzipal       | 2′    |
| Sifflöte        | 1 ⁄3′ |
| Scharff III     | 1′    |
| Cromorne        | 8′    |
| Tremulant       |       |

| Pedal C–f1 |     |
| Subbass    | 16′ |
| Offenbass  | 8′  |
| Choralbass | 4′  |
| Posaune    | 16′ |

- Koppeln: II/I, I/P, II/P
- Effektregister: Cymbelstern

## Geläut
Der Kirchturm trägt vier Glocken:
- 1: d’-1, Bochumer Verein, 1950
- 2: f+0, Bochumer Verein, 1950
- 3: g’+1, Bochumer Verein, 1950
- 4: b’+1, Pfeifer/Kaiserslautern, 1925[3]

## Pfarrerinnen und Pfarrer (seit 1945)
- Georg Otto Wenz, 1945–1947
- Eugen Mayer, 1948–1954
- Theodor Weihl, 1954–1967
- Hans Heinrich Lößl, 1967–1976
- Werner Schwartz, 1977–1986
- Hans Gaul, 1987–1995
- Christine Dietrich, 1995–2003
- Evi Heck, 2004–2020[3]
- Franziska Friedewald geb. Boltenhagen, seit 2021[5][6]